# Севенард, Элеонора Константиновна
Элеоно́ра Константи́новна Севена́рд (род. 22 сентября 1998, Санкт-Петербург) — российская балерина, прима Большого театра.

## Биография
Отец Элеоноры Константин Севенард и дед Юрий Севенард были депутатами Государственной думы. Праправнучатая племянница Матильды Кшесинской, потомок её брата Иосифа.
В 2017 году окончила Санкт-Петербургскую Академию русского балета имени Вагановой, занималась у педагога Татьяны Удаленковой, после чего поступила в балетную труппу Большого театра. До 2021 года работала под руководством Светланы Адырхаевой, после чего её педагогом-репетитором стала Мария Аллаш.
Занимаясь в училище, принимала участие в постановках Мариинского театра, гастролировала в Японии и Прибалтике. Среди прочего, была занята в балете «Элементариум» на музыку Сергея Прокофьева в постановке Севагина, а также играла Принцессу в балете «Щелкунчик» Петра Чайковского. Весной 2017 года принимала участие в нескольких гала-концертах в Лондоне, Париже и Милане.
18 февраля 2021 года было объявлено о назначении Элеоноры Севенард ведущей солисткой Большого театра, а в 2023 году она заняла положение прима-балерины.
В феврале 2025 года стала участницей мировой премьеры одноактных балетов проекта «Две Анны», созданного по заказу MuzArts и Международного фестиваля искусств «Дягилев P.S.». Первые показы прошли в БДТ им. Г. А. Товстоногова. Севенард исполнила заглавную партию в балете «Анна Ахматова. В чертогах памяти» в хореографии Юрия Посохова на музыку Сезара Франка. Высоко оценил эту работу своей ученицы Николай Цискаридзе.
24 и 25 июня 2025 года на Новой сцене Большого театра в рамках антрепризы фонда «Нам нужен Дягилев» состоялась мировая премьера двухактного балета «Дягилев» на музыку Мориса Равеля и Клода Дебюсси, в котором Элеонора Севенард исполнила роль Тамары Карсавиной.

## Карьера

### 2017
- первая вариация в Гран па («Дон Кихот» Л. Минкуса, хореография М. Петипа, А. Горского во второй редакции А. Фадеечева)
- большой классический танец («Баядерка» Л. Минкуса, хореография М. Петипа в редакции Ю. Григоровича)
- танец с веерами («Корсар» А. Адана, хореография М. Петипа, постановка и новая хореография А. Ратманского и Ю. Бурлаки)
- подруга Жизели («Жизель» А. Адана, хореография Ж. Коралли, Ж. Перро, М. Петипа в редакции Ю. Григоровича)
- подруга Джульетты («Ромео и Джульетта» С. Прокофьева в постановке А. Ратманского)
- подруга Китри («Дон Кихот»)

### 2018
- Мари («Щелкунчик» П. Чайковского, хореография Ю. Григоровича)
- фрейлины, Фея Сапфиров, Фея Щедрости, Фея Бриллиантов («Спящая красавица» П. Чайковского, хореография М. Петипа в редакции Ю. Григоровича)
- па де де («Жизель»)
- Княжна Сорокина (первая исполнительница в Большом театре), балерины («Анна Каренина» на музыку П. Чайковского, А. Шнитке, Кэта Стивенса / Юсуфа Ислама, хореография Дж. Ноймайера)
- подруги Сванильды («Коппелия» Л. Делиба, хореография М. Петипа и Э. Чекетти, постановка и новая хореографическая редакция С. Вихарева)
- большой классический танец, вторая вариация в картине «Тени» («Баядерка» Л. Минкуса, хореография М. Петипа в редакции Ю. Григоровича)
- Гюльнара («Корсар») — дебютировала на гастролях театра в Пекине
- вальс («Лебединое озеро» П. Чайковского, хореография М. Петипа, Л. Иванова, А. Горского, вторая редакция Ю. Григоровича) — дебютировала на гастролях театра в Сеуле
- Гвадалквивир («Дочь фараона» Ц. Пуни в постановке П. Лакотта по М. Петипа)
- Польская невеста, Испанская невеста («Лебединое озеро»)
- партия в балете «Артефакт-сюита» на музыку Э. Кроссман-Хехт и И. С. Баха (хореография У. Форсайта) — участница премьеры в Большом театре
- Безрассудство («Коппелия»)
- Никия («Баядерка», хореография М. Петипа в редакции В. Пономарева и В. Чабукиани) с балетной труппой Самарского театра оперы и балета (Солор — Денис Родькин), XVIII фестиваль классического балета им. Аллы Шелест

### 2019
- финальный вальс и апофеоз («Щелкунчик»)
- Гамзатти («Баядерка» Л. Минкуса, хореография М. Петипа в редакции Ю. Григоровича)
- па де труа в «Изумрудах» (I части балета «Драгоценности») на музыку Г. Форе (хореография Дж. Баланчина)
- Жена рыбака («Дочь фараона»)
- Сванильда («Коппелия»)
- богемский двор, весенние девы («Зимняя сказка» Дж. Тэлбота, хореография К. Уилдона)
- Фея Беззаботности, Фея Смелости, Фея Золота («Спящая красавица»)
- партия («две пары») в I части, III части; солистка III части («Симфония до мажор» Ж. Бизе, хореография Дж. Баланчина)
- Китри («Дон Кихот»)
- Фригия («Спартак» А. Хачатуряна, хореография Ю. Григоровича) — дебютировала на гастролях театра в Брисбене
- сверстницы принца («Лебединое озеро»)
- ведущая партия в «Рубинах» (II части балета «Драгоценности») на музыку И. Стравинского (хореография Дж. Баланчина)
- вторая вариация в картине «Грезы Раймонды» («Раймонда» А. Глазунова, хореография М. Петипа в редакции Ю. Григоровича)
- «Гран гала» («Нуреев» И. Демуцкого, хореография Ю. Посохова, режиссёр К. Серебренников)

### 2020
- Табачница/табачницы («Кармен-сюита» Ж. Бизе — Р. Щедрина, хореография А. Алонсо) — дебютировала на гастролях театра в Херсонесе
- вторая партия (участница мировой премьеры), солистка («Девятый вал» на музыку М. Глинки и Н. Римского-Корсакова, хореография Б. Ариаса, программа «Четыре персонажа в поисках сюжета»)
- солистка («Тишина» на музыку А. Пярта, хореография М. Шекса, программа «Четыре персонажа в поисках сюжета») — участница мировой премьеры балета
- Уличная танцовщица («Дон Кихот»)

### 2021
- Медора («Корсар»)
- Эгина («Спартак»)
- Солистка (ведущая пара)/ «Бриллианты» («Драгоценности», III часть на музыку П. Чайковского)
- Орландо («Орландо» на музыку Э. Элгара, Ф. Гласса, Л. Ауэрбах и Е. Кац-Чернин, хореография К. Шпука)
- Мирта («Жизель», редакция Ю. Григоровича)

### 2022
- Раймонда («Раймонда»)
- Мирей де Пуатье («Пламя Парижа» Б. Асафьева, хореография А.Ратманского, с использованием хореографии В. Вайнонена)
- Осень («Времена года» А. Глазунова, хореография А. Белякова)
- Солистка/ три ведущие пары («Танцемания» на музыку Ю. Красавина, хореография В. Самодурова)
- Аспиччия («Дочь фараона»)
- Вариация из балета «Трильби» Ю. Гербера, Пахита, Вариация Р. Дриго для балета «Сильфида» Ж.-М. Шнейцхоффера (Большое классическое па из балета «Пахита» Л. Минкуса, хореография М. Петипа, редакция Ю.Бурлаки)
- Мазурка, op. 33, № 2, Вальс, op. 64, № 2 («Шопениана» на музыку Ф.Шопена, хореография М. Фокина, редакция Н. Большаковой и В. Гуляева)

### 2023
- Жизель («Жизель», редакция Ю. Григоровича)
- Никия («Баядерка»)
- Анжела («Марко Спада» на музыку Д.Ф.Э. Обера, хореография П. Лакотта по Ж. Мазилье)
- Кармен («Кармен-сюита» Ж. Бизе-Р. Щедрина, хореография А. Алонсо)
- Лиза («Пиковая дама» П. Чайковского-Ю. Красавина, хореография Ю.Посохова)

### 2024
- Джульетта («Ромео и Джульетта», хореография Л. Лавровского, постановка М. Лавровского)
- Мехмене Бану («Легенда о любви» А. Меликова, хореография Ю. Григоровича)

## Личная жизнь
Состоит в отношениях с премьером Большого театра Денисом Родькиным.